# Chris Kyriasoglou
Chryssostomos „Chris“ Kyriasoglou (* 24. November 1940) ist ein griechischer Basketballtrainer.

## Werdegang
Kyriasoglou wuchs im Athener Vorort Nea Filadelfia auf, später wanderte er nach Deutschland aus. Er war als Übersetzter tätig, unter anderem am Oberlandesgericht Düsseldorf. Nach dem Abschluss seines Studiums der Fächer Deutsch, Englisch und Sport für das Lehramt an Hauptschulen war Kyriasoglou bis zu seinem Übertritt in den Ruhestand im Schuldienst beschäftigt, zuletzt in Monheim am Rhein.
Kyriasoglou veröffentlichte zwei Basketball-Lehrbücher: Basketball: Technik und Übungen für Schule und Verein (erschienen 1971) und Basketball-Zonenverteidigung (erschienen 1975). In der Saison 1975/76 war er in der Basketball-Bundesliga Trainer des ASV Köln, erreichte mit der Mannschaft den siebten Platz.
Im Spieljahr 1989/90 betreute er die Herrenmannschaft des BSV Wulfen als Trainer. Ab der Saison 1992/93 war er Trainer des BC Johanneum Hamburg in der 1. Regionalliga, Er war bis 1994 im Amt, in der Saison 1993/94 wurde er mit den Hamburgern Vizemeister der Regionalliga Nord.
Später war er Trainer unter anderem bei der BG Monheim und bei den Velbert Baskets. Von 1999 bis 2004 war er ebenfalls Vereinsvorsitzender der BG Monheim.
Kyriasoglou betätigte sich als Schriftsteller, veröffentlichte mehrere Bücher, teil unter dem Namen Makis Komninos.